# 伏尔加鞑靼人

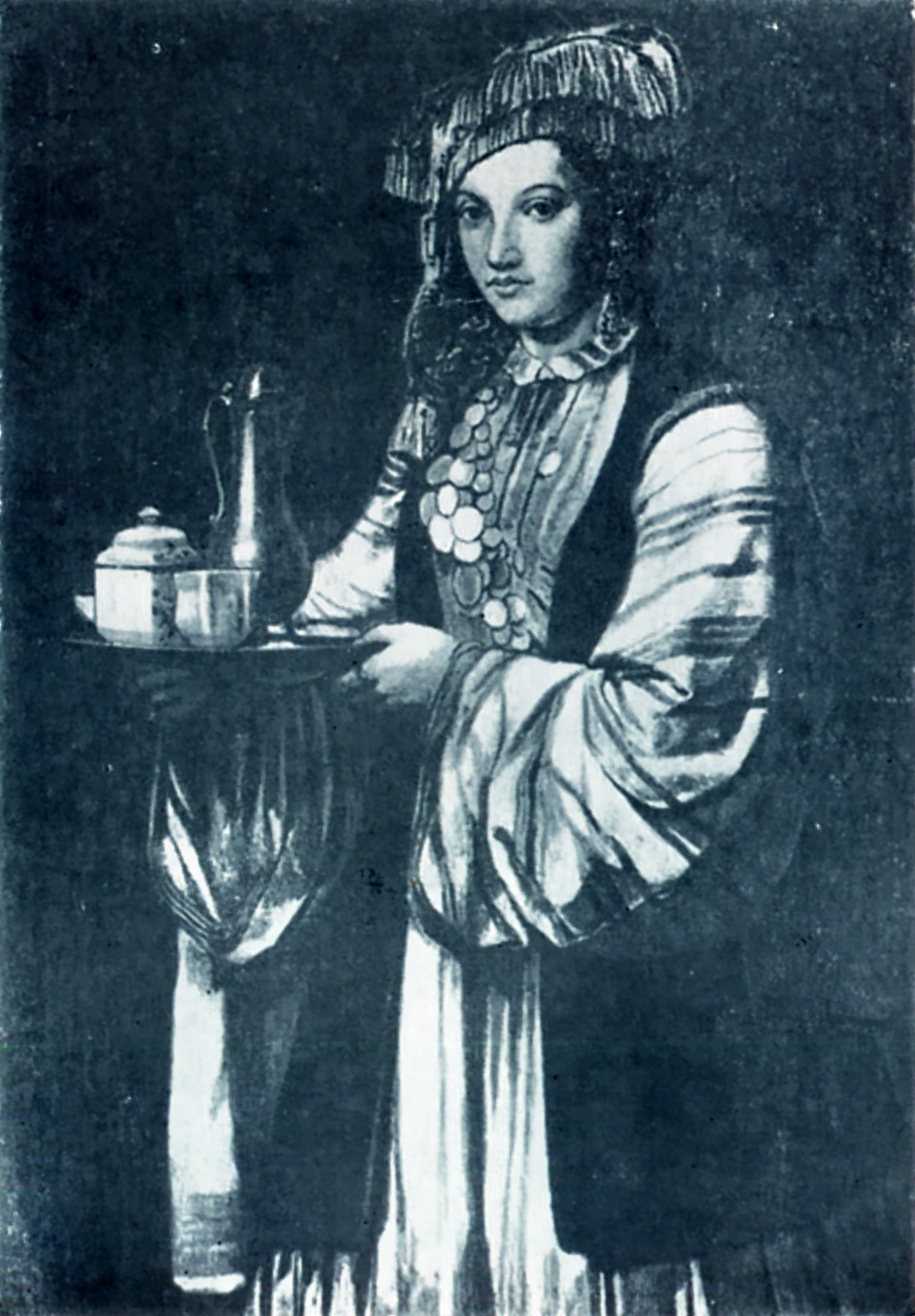
18世紀的保加爾韃靼女性圖畫。

伏尔加韃靼人，又稱保加爾韃靼人（是現代民族主義的稱呼），世界分布最廣的韃靼人支系。他們生活的地方是伏爾加保加利亞故地。他们是世界与俄国人口最多的鞑靼人与俄国最大少数民族（韃靼斯坦人口的53%和巴什科爾托斯坦1/4人口）。中国塔塔尔族就是他们後裔。
属于突厥语系，信伊斯兰教，主要是由古代保加尔人、钦察人等发展而形成的。巴什基爾人、摩尔多瓦人也是組成部分。伏尔加韃靼人被稱為「新保加爾人」。
伏爾加韃靼人中人數最多的一支是喀山韃靼人。他們的母語是韃靼語與俄語。

## 資料來源
- 中華文化通典:第三典:塔塔爾族